# Camille Le Menn
Pour les articles homonymes, voir Le Menn.
Camille Le Menn né le 23 février 1934 à Brest, est un ancien coureur cycliste français. Il évolue au niveau professionnel de 1958 à 1967.

## Biographie
Il a participé à quatre éditions du Tour de France,.

## Palmarès

### Palmarès amateur
- 1956
  - Paris-Évreux
  - Paris-Forges-les-Eaux
  - 2e du Grand Prix de l'Équipe et du CV 19e
  - 3e de Paris-Pacy
- 1957
  - Paris-Conches
  - Manx Trophy
  - 2e de Paris-Forges-les-Eaux
  - 3e de Paris-Auxerre

### Palmarès professionnel
| - 1958 - 2e étape du Critérium du Dauphiné libéré - 1959 - 2e du Grand Prix de Fourmies - 1960 - 3e étape du Tour de l'Oise - 1re étape du Tour du Sud-Ouest - 3e de Paris-Camembert - 3e du Trophée Baracchi (avec Claude Valdois) - 4e du Grand Prix des Nations - 1961 - 2e étape du Tour de Picardie - 3e de Bordeaux-Paris - 3e du Grand Prix de Fourmies - 4e du Grand Prix des Nations - 6e du Tour des Flandres | - 1962 - 2e de Bordeaux-Saintes - 1963 - 3e du Circuit de la Vienne - 1964 - 2e des Boucles du Bas-Limousin - 2e du Grand Prix d'Isbergues - 1965 - 2e de Paris-Camembert - 2e des Boucles du Bas-Limousin - 1966 - 2e du championnat de France de poursuite - 1967 - 3e du championnat de France de poursuite |  |

## Résultats sur les grands tours

### Tour de France
4 participations
- 1958 : 54e
- 1960 : 66e
- 1961 : abandon (12e étape)
- 1964 : 69e